# لويس معلوف
لُوِيس مَعْلُوف (1284 هـ - 1365 هـ / 1867 - 1946م)، راهب يسوعي لبناني.
هو لويس بن نقولا ضاهر المعلوف اليسوعي. ولد في زحلة بلبنان، وتوفي ببيروت.

## سيرته ونشأته
ولد لويس في زحلة بلبنان، واسمه الكامل لويس بن نقولا ضاهر نجم معلوف اليسوعي. وهو أديبٌ لغويٌّ، وأحد الآباء اليسوعيين.
ولقد سـمَّاه أبوه ظاهراً، ثمَّ حُوِّل بالرَّهبانيَّة إلى لويس، وأمُّه مريم إبراهيم فرح، ونشأ في أسرة كريمة نابهة الذِّكر، عاف أباطيل الحياة، وكان في سعة من العيش، وبسطة في الجاه، أقبل على علوم اللُّغة والأدب، وتعلَّم في الكليَّة اليسوعيَّة ببيروت، ونال شهادتها بعد ست سنوات، ثمَّ رحل إلى
أوروبا ثلاث مرَّات لاسـتكمال دراسته العليا، ودامت دراسته مدَّة عشر سنوات، ثم درس الفلسفة في إنكلترا، وعلوم اللاهوت في فرنسا، وأجاد لغات عدَّة شـرقيَّة وغربيَّة، وكان عارفٌا باللغة العربيَّة والإنكليزيَّة والفرنسيَّة واللاتينيَّة واليونانيَّة والسريانيَّة والعبرانيَّة. ولقد طالع كثيراً من الكتب العربيَّة والأجنبيَّة في المتحف البريطاني في لندن، وفي مكتبة ليدن في هولندا، والمكتبة الأهليَّة في باريس، ونسخ بعض الكتب العربيَّة من مكتباتها. وعمل في مجال التَّعليم بعد عودته من أوروبا،
فاشتغل في التعليم في مصر ولبنان، ثمَّ عُهد إليه بمديريَّة الدُّروس العربيَّة في الجامعة اليسوعيَّة في بيروت، وتولَّى رئاسة تحرير جريدة البشير من سنة 1906م إلى سنة 1933م، ولم يقتصر اهتمامه على الفكـر والأدب، فقد اهتمَّ بالزِّراعة وأنشـأ في «بكفيا» بلبنان جمعيَّة لتجديد زراعة الجنائن.
ومن آثاره الفكريَّة : المنجد في اللغة، وتاريخ آداب اللغة العربيَّة، وتاريخ حوادث الشـام ولبنان من سنة 1782م إلى سنة
1841م، كما نشر كتاب السياسة لابن سينا. ويُعَدُّ كتابه «المنجد في اللُّغة» من أبرز مؤلَّفاته، وهو معجم لغويٌّ، ليس بالمُخِلِّ المُعْوِز، ولا بالطَّويل المُمِلِّ المُعْجِز، قريبُ التَّناول، مُحْكَمُ الوضع، يأخذ بأوائل الكلمات، بعد ردِّها إلى أصولها الثُّلاثيَّة أو الرباعيَّة. قال المؤلِّف في مقدِّمة معجمه معلِّلاً تسميته : «.. وقد سمَّيناه المنجدَ، وأملنا أن يجد فيه المتأدِّبُ والكاتبُ عوناً حسناً، ونجدةً وافيةً في البحث والتَّنقيب».
صدر «المنجد في اللُّغة» في طبعته الأولى سنة 1908م، وأخرجته المطبعة الكاثوليكيَّة في بيروت، وتسارع الأدباء والعلماء إلى الثَّناء عليه، لأنَّه جاء ملبِّياً حاجة طلاب اللُّغة العربيَّة، وطُبِعَ بعد ذلك طبعات كثيرة، وأصدر لويس معلوف الطبعة الخامسـة منه مزدانةً بألف صورة ونيِّف، وذيَّلها بمتن الأمثال العربيَّة، وعلَّق على الأمثـال بالشَّرح وبيَّن المراد منها، ووضعها على ترتيبٍ حسنٍ سهلِ التناولِ، وكان راغباً في إلحاق قسم آخر بالمعجم خاصٍّ بأعلام الأدب والعلوم، غير أنَّ ضيق وقته لم يسعفه في ذلك، فاستأذنه
الأب فردينان توتل اليسوعي في عمل ذلك فأذن له، وصدر المعجم في طبعته الجديدة سنة 1930م ملحقاً بآخره القسم الثَّاني، وهو المنجد في الأدب والعلوم، ويضمُّ معجماً لأعلام الشَّرق والغرب وتزيَّنُ متنه الصُّورُ واللَّوحاتُ والخرائطُ.
نال لويس معلوف وسام الشَّرف للاستحقاق اللُّبنانيِّ، وتبارى الخطباء في إطراء مواهبه وسطعت مآثره العلميَّة والتعليميَّة في أقطار المشرق، وخدم العلم ما يزيد على نصف قرن أقضاها في التعليم والتأليف.

## آثاره
أهم آثاره: قاموس «المنجد في اللغة» وقد صدرت طبعته الأولى عام 1908 م.